# 신도림원정대
신도림원정대(영어: Shindorim.kr)는 D.H WORLD가 2015년 10월 16일 정식서비스를 시작한 모바일 가격 공유 SNS플랫폼이다. 현재 안드로이드폰 사용자를 대상으로 프리웨어로 제공된다. 안드로이드 사용자는 Google Play 스토어에서, 내려받아 사용할 수 있다.
사용자 수는 대한민국 사용자와 해외 사용자 수를 합하여 2016년 1월 11일 14,000 명, 현재 월간 1100만 페이지 뷰  이상을 기록 하고 있다.

## 이슈
출시직후 3만명이 방문하였으며, 연합뉴스 등 여러 신문사에 기사가 나왔다. 12월에는 앱스토리 잡지에 소개되기도 하였다.
출시후 다음 날 구글 커뮤니케이션 부분 신규인기앱 3위에 랭킹되었다.